# Haki Tefiku
Haki Tefiku vagy Haki Tirana (nevének ejtése haki tɛfiku; Tirana, 1880 – Törökország, 1958) albán politikus, 1921 decemberének kérészéletű albán kormányaiban volt először egy napig oktatásügyi, hat napig pedig közmunkaügyi miniszter.

## Életútja
A Tiranában született Tefiku Konstantinápolyban szerzett diplomát a Mekteb-i Mülkiye közigazgatási főiskolán. Rövid idő teltével, 1906-ban hazatért albán földre, de politizálni csak az 1920-as években kezdett. 1921-ben kinevezték Elbasan prefektusává, majd április 27-e és november 10-e között Tirana alprefektusi tisztét töltötte be. Qazim Koculi 1921. december 6-án felállt és feloszlott egynapos kabinetjében az oktatási tárcát osztották rá, de a kormány ténylegesen nem működött. Tefiku a következő hat napban, 1921. december 7-e és 12-e között Hasan Prishtina kérészéletű kormányában vezette a közmunkaügyi minisztériumot.
1923 októberétől Tefiku részt vett a Radikális Demokrata Párt (Partia Radikal-Demokrate) megalapításában, és a párt szervezőtitkáraként megmérette magát a soron következő nemzetgyűlési választáson, de a parlamentbe nem került be. Ugyanekkor indította el Tiranában Xhoka című folyóiratát, amelyet a párt szolgálatába állított (ezért a politikai tömörülésre gyakran Xhoka-kör néven utaltak). 1924 májusában Tefiku csatlakozott az Amet Zogu politikájával szemben megnyilvánuló, Fan Noli vezette országos mozgolódáshoz, és a végül győztes júniusi forradalmat követően júniustól decemberig a belügyminisztérium főtitkári tisztét látta el.
Miután Zogu 1924 decemberében visszaszerezte a hatalmát, Tefiku elhagyni kényszerült hazáját. Törökországban telepedett le, és itt élt 1958-ban bekövetkezett haláláig.